# Nematoproctus venustus
Nematoproctus venustus är en tvåvingeart som beskrevs av Axel Leonard Melander 1900. Nematoproctus venustus ingår i släktet Nematoproctus och familjen styltflugor. Inga underarter finns listade i Catalogue of Life.